# Табатинга (Сан-Паулу)
Табатинга (порт. Tabatinga) — муниципалитет в Бразилии, входит в штат Сан-Паулу. Составная часть мезорегиона Араракара. Входит в экономико-статистический микрорегион Араракуара. Население составляет 14 614 человек на 2006 год. Занимает площадь 366,456 км². Плотность населения — 39,9 чел./км².

## История
Город основан 8 мая 1896 года.

## Статистика
- Валовой внутренний продукт на 2003 составляет 271 776 247,00 реалов (данные: Бразильский институт географии и статистики).
- Валовой внутренний продукт на душу населения на 2003 составляет 19 595,95 реала (данные: Бразильский институт географии и статистики).
- Индекс развития человеческого потенциала на 2000 составляет 0,760 (данные: Программа развития ООН).

## География
Климат местности: тропический. В соответствии с классификацией Кёппена, климат относится к категории Aw.